# Buntmetall
Buntmetalle ist eine Sammelbezeichnung für eine Untergruppe der schweren Nichteisenmetalle unter Ausschluss der Edelmetalle und der Leichtmetalle. Zu ihnen zählen Metalle wie
- Cadmium (Cd)
- Cobalt (Co)
- Kupfer (Cu)
- Nickel (Ni)
- Blei (Pb)
- Zinn (Sn)
- Zink (Zn).

Diese unedlen Schwermetalle sind selbst farbig oder bilden farbige Legierungen wie Messing, Bronze und Rotguss, die ebenfalls zu den Buntmetallen gezählt werden.

## Bilder

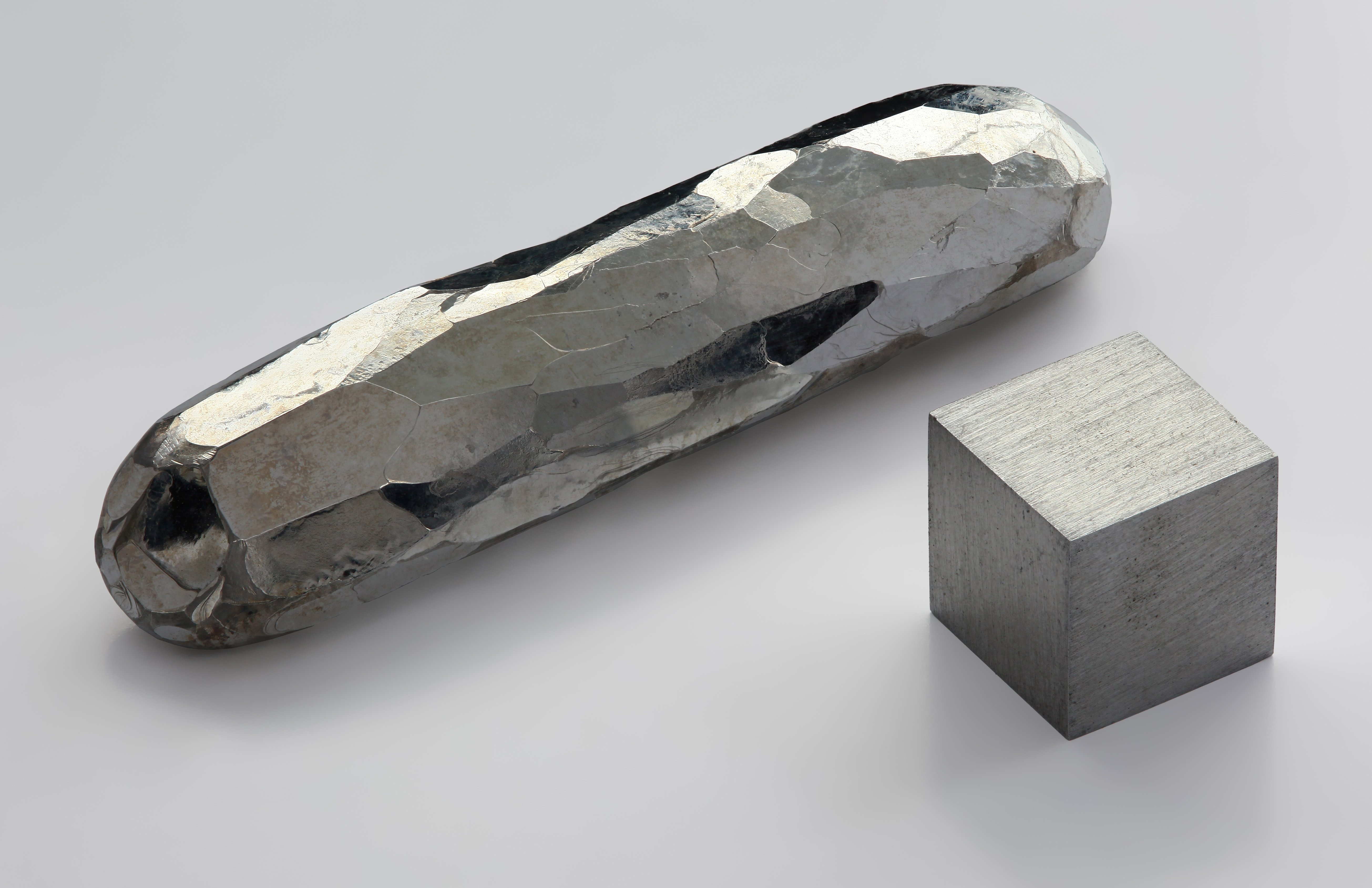
Hochreiner kristalliner Cadmium-Barren
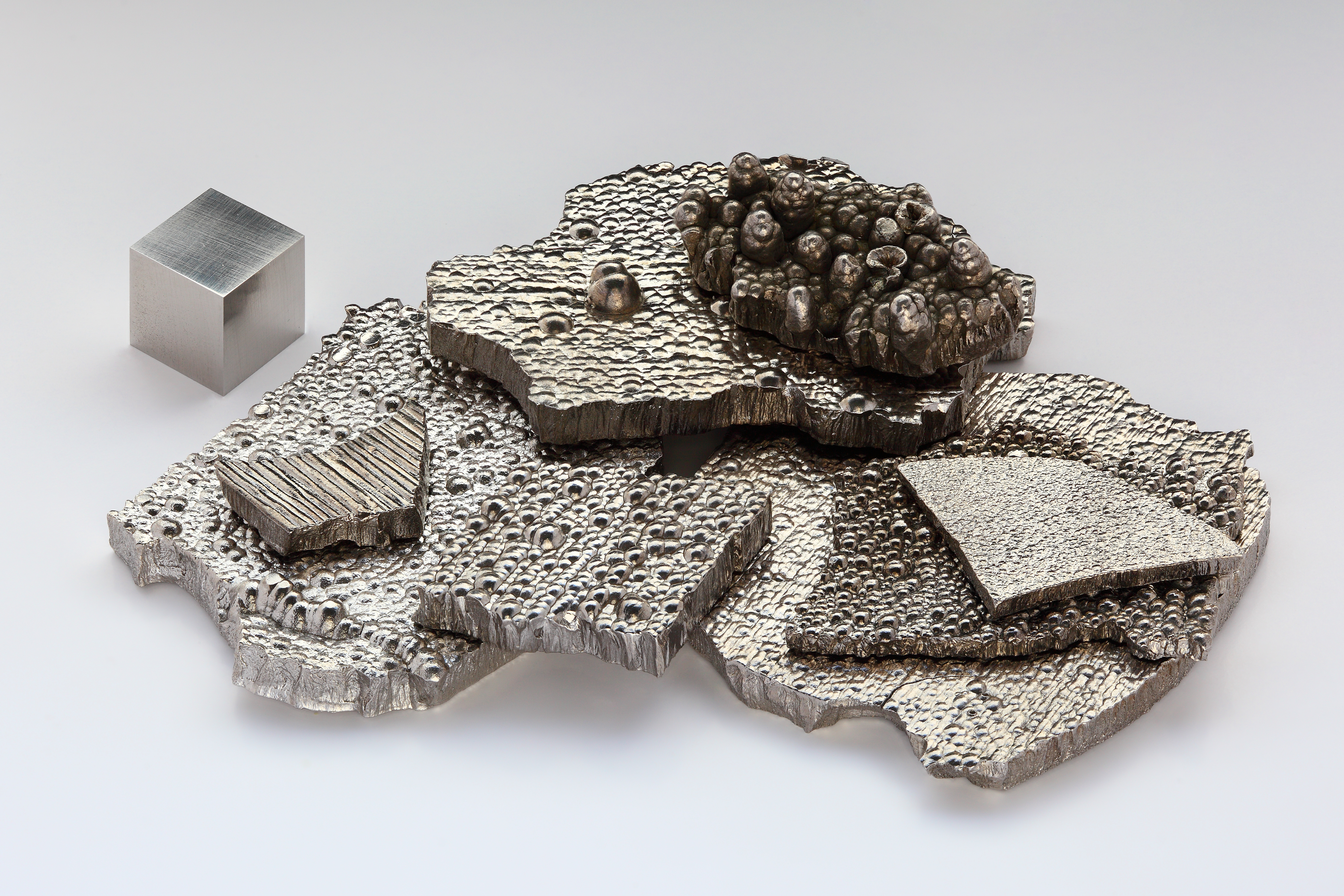
Elektrolytkobalt, Reinheit 99,9 %
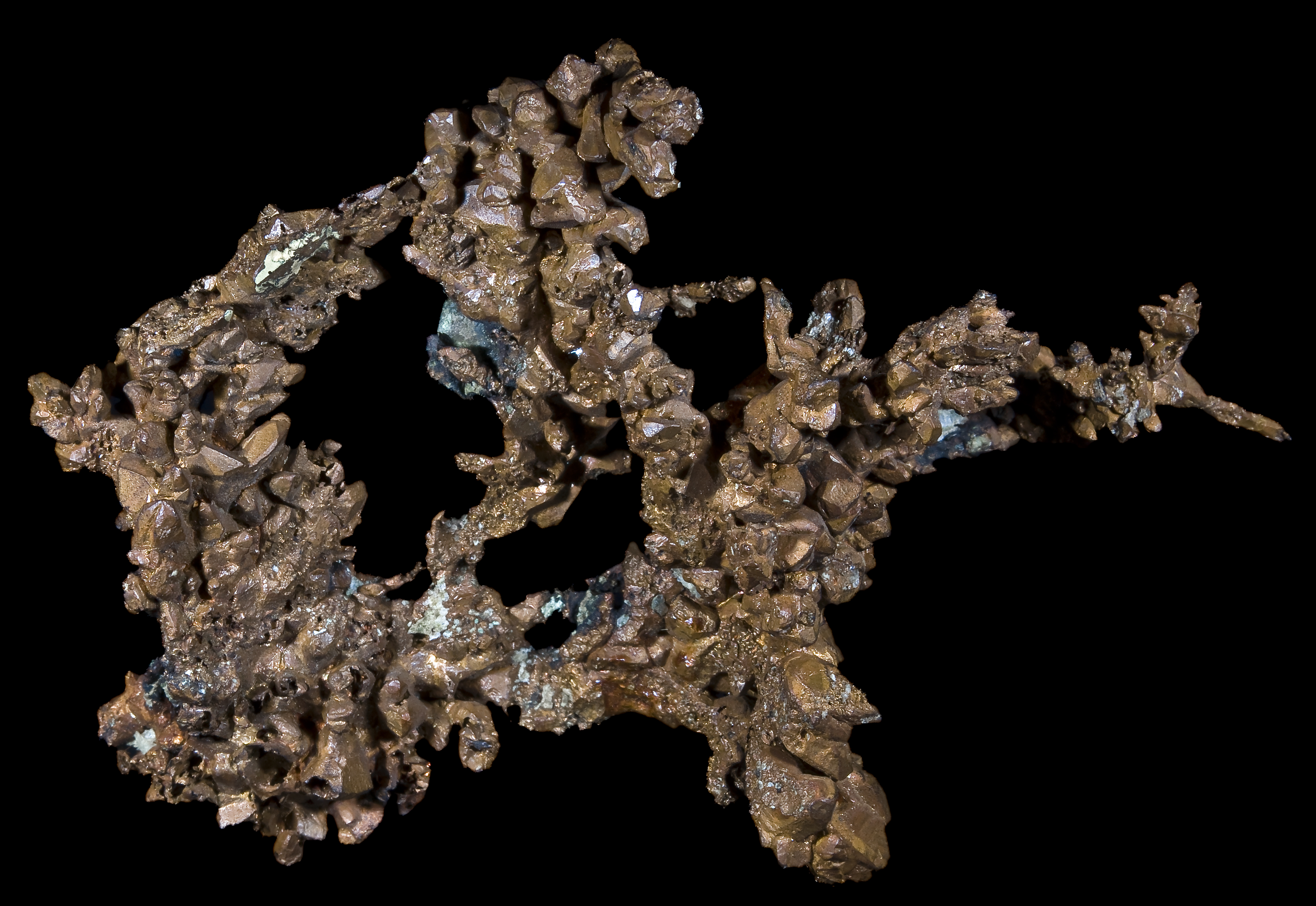
Kristalle aus gediegen Kupfer
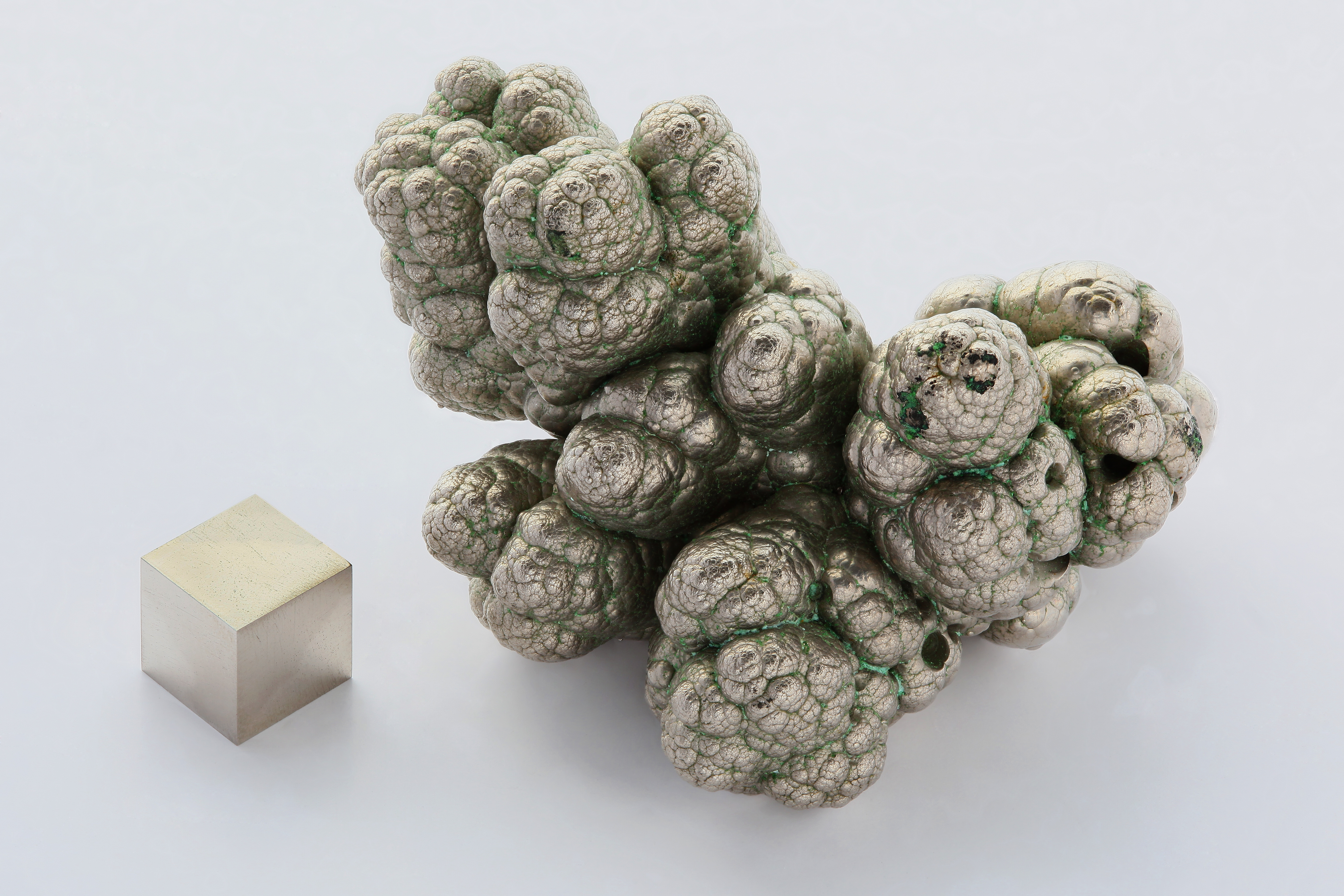
Nickelknolle, elektrolytisch raffiniert, 99,9 %
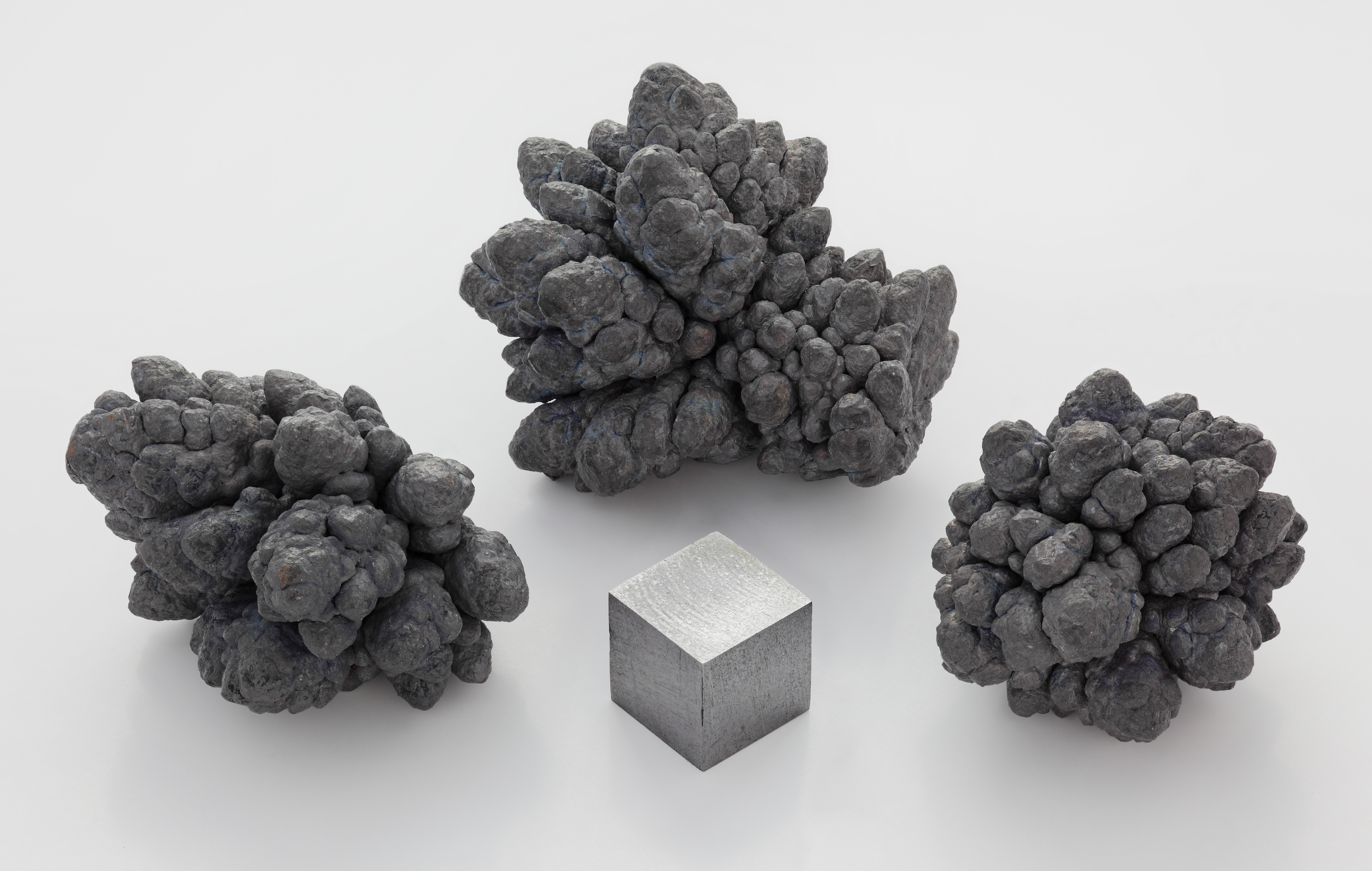
Bleiknollen, elektrolytisch raffiniert, 99,989 %
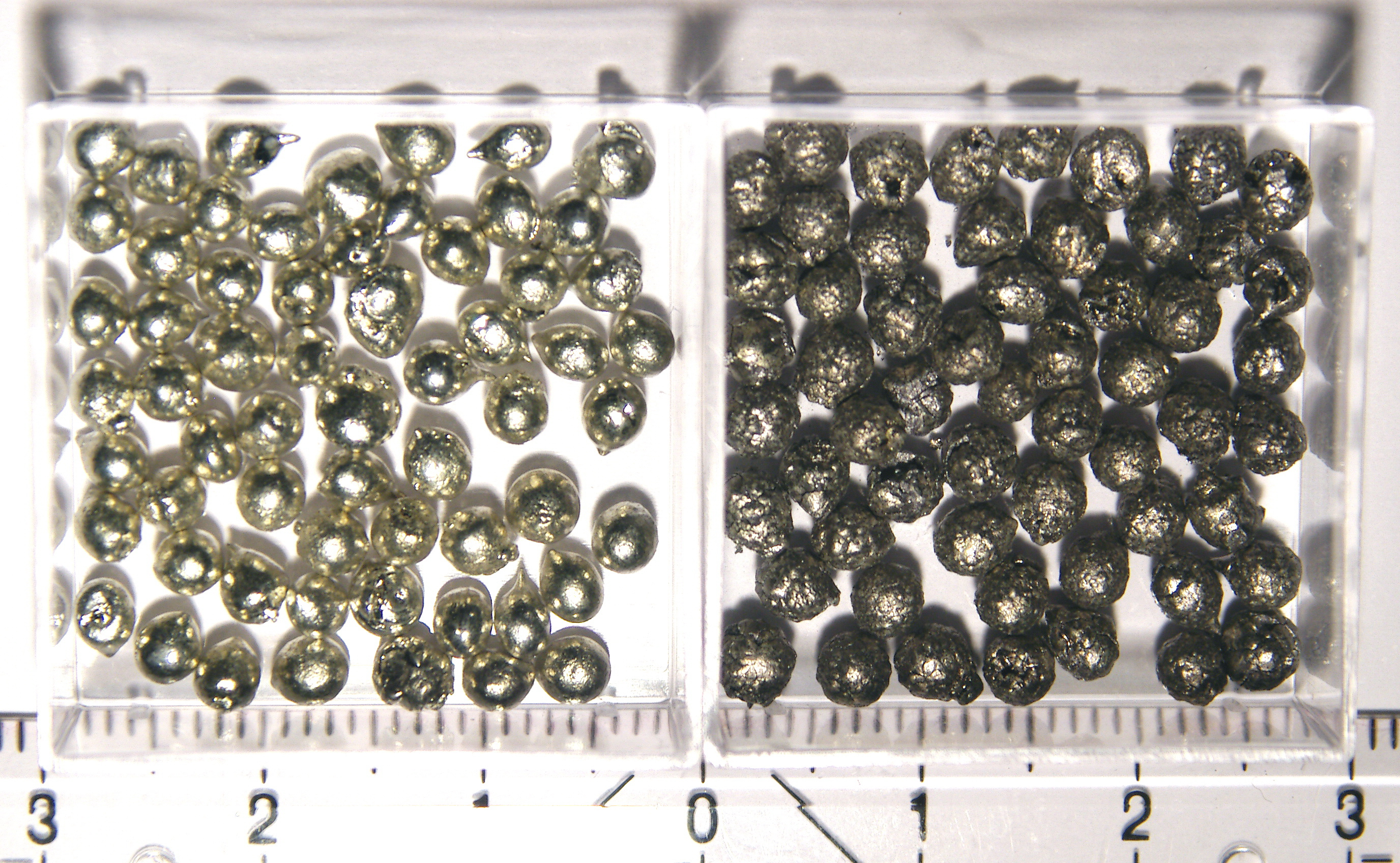
β-Zinn (links) und α-Zinn (rechts), 99,999 %
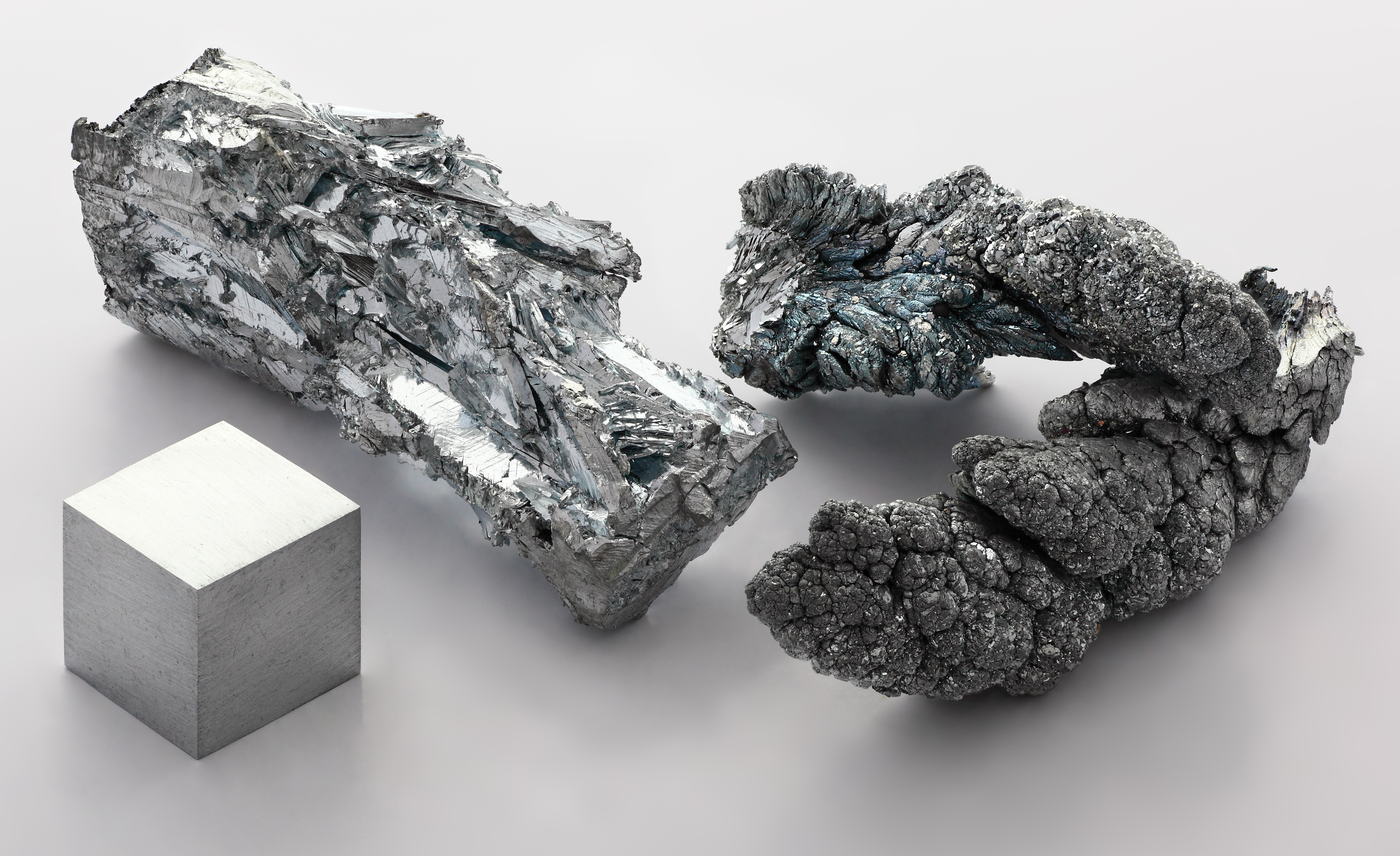
Zink, kristallines Bruchstück und sublimiert
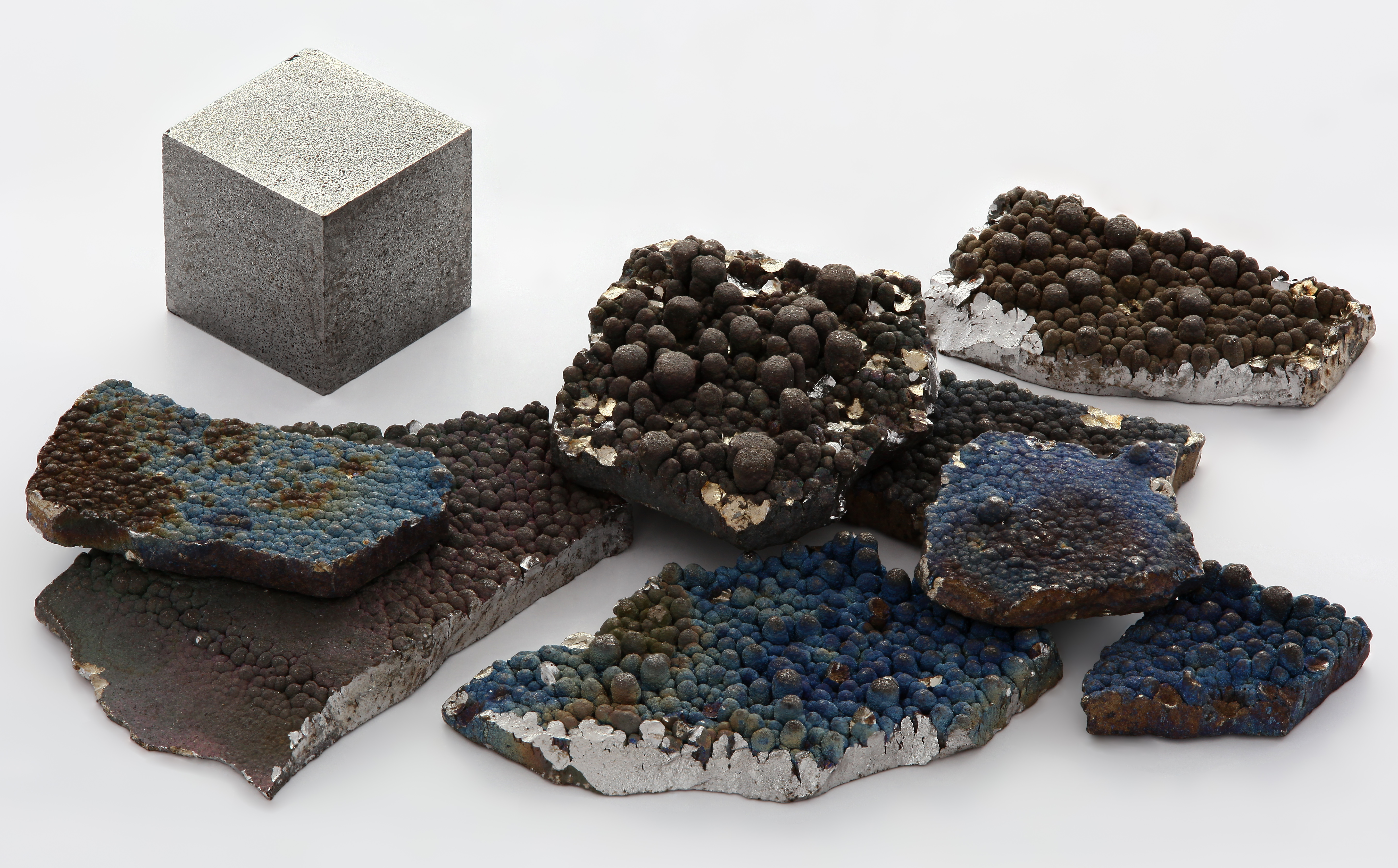
Mangan, elektrolytisch raffiniert 99,99 %

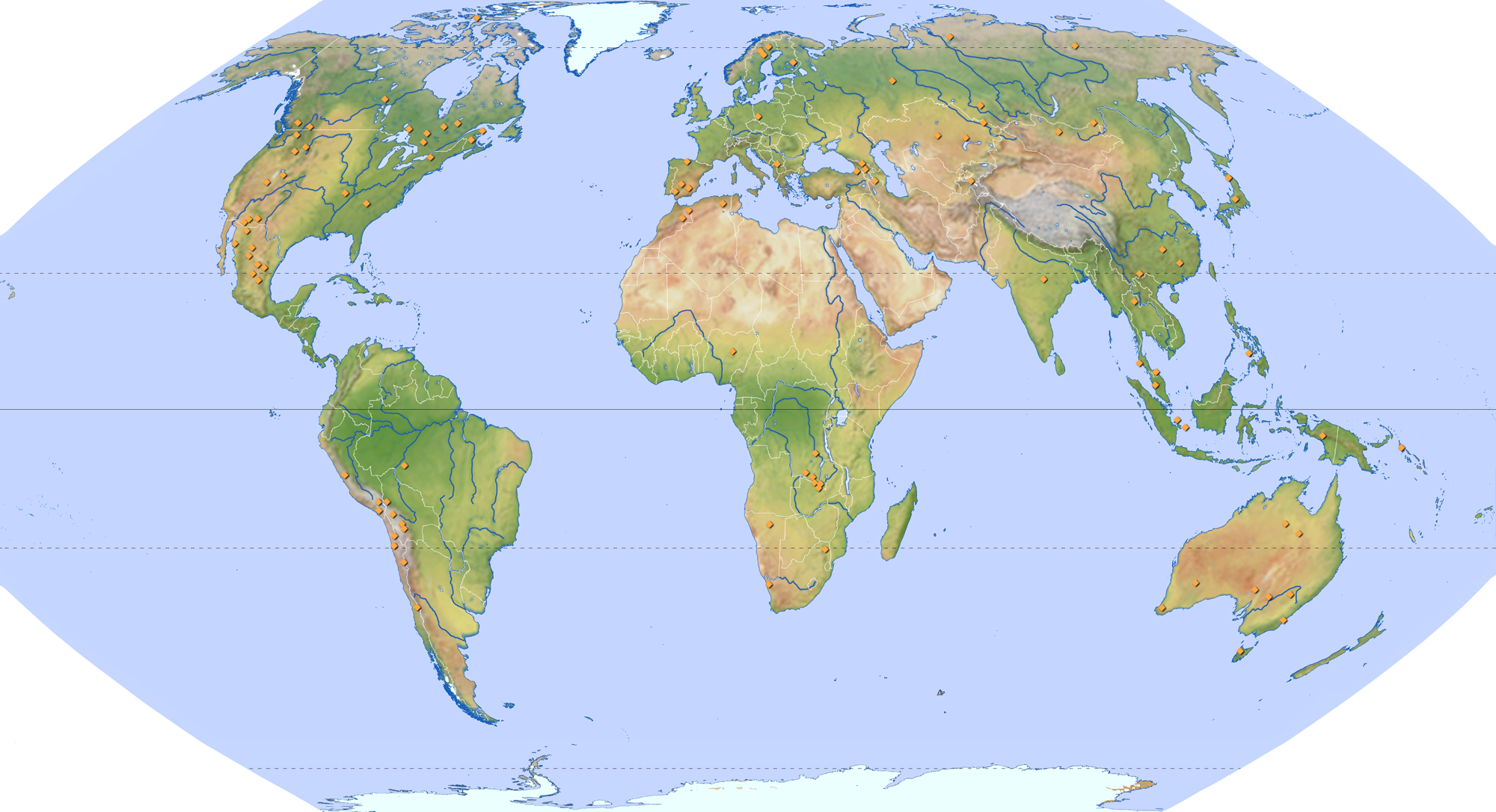
Wo werden Buntmetalle gefördert? Der Schwerpunkt der Karte liegt auf den Kupfer-Bergwerken
(Der Basisquelle für diese Karte ist keine genauere Unterscheidung der Buntmetalle zu entnehmen)